# قلب شجاع (فلم)
القلب الشجاع أو بريف هارت (بالإنجليزية: Braveheart)هو فيلم أمريكي أصدر في 1995، وهو يصور ملحمة وليام والاس الذي قاد المقاومة ضد الإنجليز المحتلين لاسكتلندا إبان حروب استقلال اسكتلندا، قام ميل جيبسون بتأدية دور البطولة وإنتاج وإخراج الفيلم، حصل الفيلم على العديد من جوائز الأوسكار بجميع الفئات، حصل على جائزة الأوسكار لأفضل فيلم، ولفئة أفضل إخراج، ولفئة أفضل مونتاج صوتي، ولفئة أفضل تصوير سينمائي، ولفئة أفضل مكياج وتصفيف شعر.

## ملخص الفيلم
قام ملك إنجلترا إدوارد الأول، المعروف بمطرقة الاسكتلنديين، باحتلال اسكتلندا، حيث أدت قوانينه التعسفية إلى وفاة والد ويليام والاس وأخيه. حيث تربى والاس في الخارج على يد عمه، في حين بقي الاسكتلنديون يقبعون تحت رحمة القوانين القاسية للملك إدوارد، وبعدها عاد والاس إلى اسكتلندا، يعمل كفلاح ويتجنب الدخول في أعمال الشغب، وأحب والاس من جديد صديقة طفولته مارون وتزوجها سرا لتجنب حق السيد (droit du seigneur)، ولكن بعد أن هاجم والاس ثلة من الجنود الإنجليزيين حاولوا اغتصاب زوجته، قام شريف القرية بمنع هروبه زوجته ووسط حشود من المواطنين قام بقطع حنجرة مارون دون علم والاس الذي ظنها قد نجت، وانتقاماً من الشريف وبمساعدة من أفراد قريته اقترف والاس مذبحة في حق الحامية الإنجليزية، ذبح الشريف بنفس الخنجر الذي استعمله هذا الأخير لقتل مارون.. ومع علمه بأن لورد الإنجليزي في تلك المنطقة سينتقم، قام والاس بالدخول إلى قصره متنكرا بلباس عسكري إنجليزي وقتل اللورد، ونتيجة لذلك قام الحكام الاسكتلنديون بإعلان الحرب ضد إنجلترا.
وبدأت أسطورته في التوسع حيث انضم لميليشيا والاس آلاف المتطوعين الأسكتلنديين. وقاد والاس جيشه خلال العديد من المعارك الناجحة ضد الإنجليز، ومن بينها معركة ستيرلينغ . ومع ذلك خانه أشراف الأسكتلنديين وهُزم في معركة فالكيرك.
وقام بعدها بالاختفاء، وشرع في القتال على طريقة حرب العصابات ضد القوات الإنجليزية، وقام بنفسه بقتل اثنين من أشراف الأسكتلنديين الذين خانوه في معركة فالكيرك، وفي هذا الوقت التقت الأميرة إليزابيث (والتي يتجاهلها زوجها الأمير إدوارد ابن مطرقة الأسكتلنديين ووريثه الشرعي) بوالاس كمبعوثة لملك إنجلترا، حيث كانت تتواعد هي والاس، في الوقت الذي كانت تخدعه. وفي اعتقاده أنه لا يزال هناك خير في أشراف بلده، قبل والاس الالتقاء ببروس. وقبض على والاس في فخ نصبه له والد بروس وباقي الأشراف، وعذب بلا رحمة، وأخذ مقيداً إلى قصر ملك إنجلترا، أما روبرت بروس فقد حنق من خيانة والده، وتبرأ منه إلى الأبد.
وفي لندن، حوكم والاس على اقترافه خيانة عظمى، وتحمل العواقب، وصرح بأنه لم يقبل إدوارد ملكا أبدا. وحكمت المحكمة عليه بالعذاب المطهِر. وبعدها في حديقة لندن، عذب والاس، بصلبه، وبقر بطنه ونزع أحشائه. وأعطاه القاضي حكما بالموت السريع، وخوفا من شجاعة والاس، قام اللندنيون بالدعوة بالرحمة لوالاس، وأشار والاس للقاضي أنه يريد أن يقول كلمة أخيرة مستعملا في ذلك ما تبقى من قواه الجسمية، وصرخ (الحرية).
وبعد موت والاس استأنف روبرت بروس الحرب حيث واجه القوات الإنجليزية في معركة حقل بانوك بورن. هزم روبرت بروس الإنجليز هاتفا هو والاسكتلنديين باسم والاس وبالحرية.
| سبقه فورست كمب | أوسكار - أفضل فيلم 1995 | تبعه المريض الإنجليزي |

## وصلات خارجية
- مقالات تستعمل روابط فنية بلا صلة مع ويكي بيانات